# Diaconessenhuis

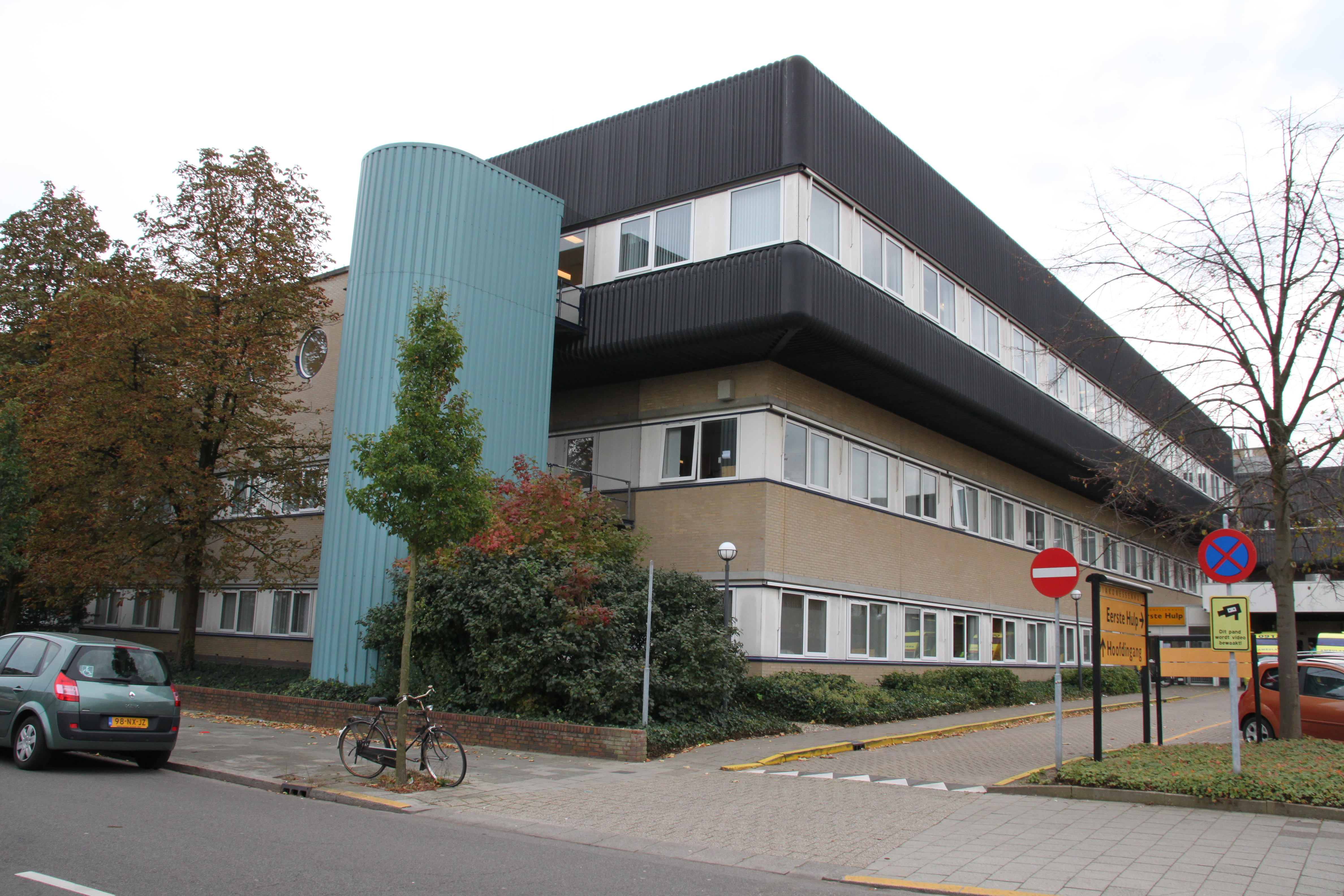
Diakonessenhuis van Utrecht

Een diaconessenhuis is een ziekenhuis dat wordt of werd beheerd door een organisatie van diaconessen. De naam wordt en werd gebruikt door ziekenhuizen en voormalige ziekenhuizen van protestants-christelijke oorsprong. Een diaconessenhuis maakt deel uit van een systeem van particuliere gezondheidszorg, waarbij vanuit over het land verspreidde moederhuizen opgeleide verpleegkundigen in de daarom heen liggende wijken en nabij gelegen dorpen zieken in hun eigen huis verplegen. De wijkverpleging is daaruit voortgekomen.
In Nederland bestaat het volgende diaconessenhuis:
- Diakonessenhuis (Utrecht)

In Suriname bestaat het volgende huis:
- Diakonessenhuis (Paramaribo)

Vroeger waren er nog meer, onder andere:
- Hervormd Diaconessenhuis (Amsterdam)
- Luthers Diaconessenhuis (Amsterdam)
- Diaconessenhuis (Arnhem)
- Diaconessenhuis (Breda)
- Diaconessenhuis (Dordrecht)
- Diaconessenhuis (Eindhoven)
- Diaconessenhuis (Emmen)
- Diaconessenhuis "De Wijk" in Gouda
- Diakonessenhuis (Groningen)
- Diaconessenhuis (Haarlem)
- Diaconessenhuis (Hilversum)
- Diakonessenhuis (Leeuwarden)
- Diaconessenhuis (Leiden)
- Diaconessenhuis (Meppel)
- Diakonessenhuis (Naarden)
- Diaconessenhuis (Rotterdam)
- Diaconessenhuis (Voorburg)